# Dicranota (Ludicia) emarginata
Dicranota (Ludicia) emarginata is een tweevleugelige uit de familie Pediciidae. De soort komt voor in het Palearctisch gebied.